# Praktfruktätare
Praktfruktätare (Pipreola formosa) är en fågel i familjen kotingor inom ordningen tättingar.

## Utbredning och systematik
Praktfruktätare är endemisk för Venezuela. Den delas in i tre underarter med följande utbredning:
- Pipreola formosa formosa – förekommer i kustnära berg i norra Venezuela
- Pipreola formosa rubidior – förekommer i bergen i nordöstra Venezuela (Anzoátegui, Monagas och Sucre)
- Pipreola formosa pariae – förekommer i nordöstra Venezuela (Paria)

## Status och hot
Arten har ett stort utbredningsområde, men tros minska i antal, dock inte tillräckligt kraftigt för att den ska betraktas som hotad. Internationella naturvårdsunionen IUCN listar arten som livskraftig (LC).